# دورک (سرباز)
دورک یا کریم‌آباد روستایی در دهستان سرباز بخش مرکزی شهرستان سرباز استان سیستان و بلوچستان ایران است.

## جمعیت
بر پایه سرشماری عمومی نفوس و مسکن در سال ۱۳۹۵ جمعیت این روستا ۳۳۳ نفر (۷۳خانوار) بوده‌است.